# سیارک ۲۵۳۰۱
سیارک ۲۵۳۰۱ (به انگلیسی: 25301 Ambrofogar، نامگذاری:1998XZ2) بیست و پنج هزار و سیصد و یکمین سیارک کشف شده‌است که در ۷ دسامبر ۱۹۹۸ کشف شد.
قدر مطلق سیارک برابر ۱۹.۵ است.